# Charles O. Porter
Charles Orlando Porter, född 4 april 1919 i Klamath Falls i Oregon, död 1 januari 2006 i Eugene i Oregon, var en amerikansk politiker (demokrat). Han var ledamot av USA:s representanthus 1957–1961.
Porter efterträdde 1957 Harris Ellsworth som kongressledamot och efterträddes 1961 av Edwin Durno.